# Dubrava – Hanzine
Dubrava – Hanzine značajni je krajobraz i posebni rezervat šumske vegetacije na otoku Pagu. Površine je 429 hektara. Godine 1988. proglašen je značajnim krajobrazom. Prema procjeni Javne ustanove za upravljanje zaštićenim dijelovima prirode, rezervat Dubrava – Hanzine najljepši je na Pagu.
Nalazi se na jugozapadnom dijelu Paške uvale svega dva kilometra od grada Paga, uz staru cestu Pag – Novalja. Granice rezervata su s jedne strane more i niz velikih pješčanih plaža, a s druge strane goli kamenjar koji su pruža prema Sv. Vidu, najvišem vrhu otoka Paga.
Unutar ovog značajnog krajobraza raste izvorna šumska zajednica koja je zaštićena kao posebni rezervat šumske vegetacije. Ovaj rezervat jedini je pošumljeni dio na području grada Paga u kojemu je izvorna šuma hrasta crnike razmjerno dobro očuvana. Ova šumska površina znanstvenicima je vrlo zanimljiva, zbog jer su istraživanja pokazala da je hrast medunac tijekom stoljeća razvio vrijedan genski materijal koji u šumarstvu prije nije zabilježen. Flora tog kraja razvila je imunitet na nemilosrdnu klimu ovog dijela otoka Paga koju obilježava jaka bura i posolica. Hrast se uspio primiti jer mu odgovara paška topla i suha klima i plitko i suho kamenito tlo Dubrave – Hanzine.
Šuma Dubrava – Hanzine vrlo je stara, no nije poznato kada je nastala. Izvjesno je da je postojala u 14. stoljeću jer povijesna građa kaže da je tada na rubnom dijelu ove šume izgrađena crkva Sv. Marije Magdalene čiji ostatci su vidljivi i danas. 
Geomorfologija obalnog pojasa u duljini od oko 6 km krajobrazna je posebnost. Istočni obronci brdskog lanca spuštaju se k moru nizom slikovitih kukova i greda. Krajobraz je zanimljiv geolozima jer je u blizini plaže Crnike koja je Zaštićeni geološko paleontološki rezervat na kojem su pronađene dvadeset milijuna godina stare miocenske naslage. Plaža Crnika je također bogato paleontološko nalazište te je i ona predložena za zaštitu, a postupak je dovršen 2008. godine.
Faunu ovog krajobraza obilježava endemska podvrsta puža Medora agnata cognata, koja se može naći na liticama Velebita koji se nalazi sa suprotne strane kanala. Druge bitne vrste puževa koje žive na ovom staništu javljaju se i na ostalim stijenama krša hrvatskog dijela primorja, poput Vidovicia coerulans.
Rezervat je bio ugrožen gradnjom kuća i stubišta koje od kuća vode do plaža. Godine 2007. donesen je Prostorni plan grada Paga koji je usklađen s Uredbom Vlade RH o zaštiti priobalja i zaštićenog područja, čime su izbačene građevinske zone koje su bile predviđene planom iz 2003. godine. Mjere su dale rezultata i od donošenja te mjere rezervat nije pretjerano ugrožen.